# Someșu Rece, Cluj

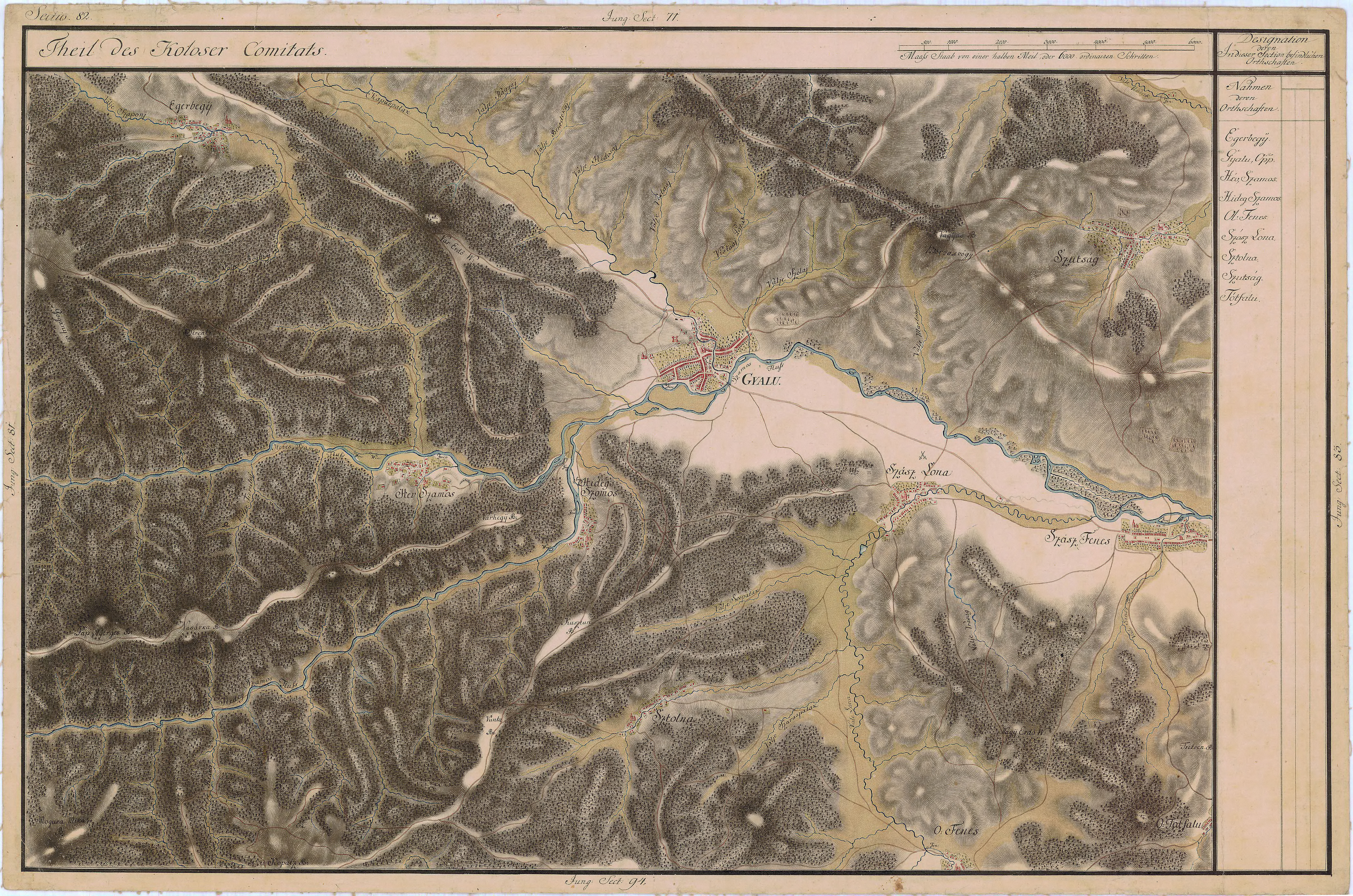
Someşu Rece pe Harta Iosefină a Transilvaniei, 1769-1773 (Sectio 082)

Someșu Rece (în maghiară Hidegszamos) este un sat în comuna Gilău din județul Cluj, Transilvania, România.
Pe Harta Iosefină a Transilvaniei din 1769-1773 (Sectio 082), localitatea apare sub numele de „Hideg Szamos”.

## Obiective turistice
- Așezarea fortificată de la Someșu Rece.
- Biserica de lemn din Someșu Rece (1728), cu picturi interioare din 1758.
- Lacul Tarnița.
- Rezervația naturală Cariera Corabia (2 ha).
- Monumentul Eroilor.

## Galerie de imagini

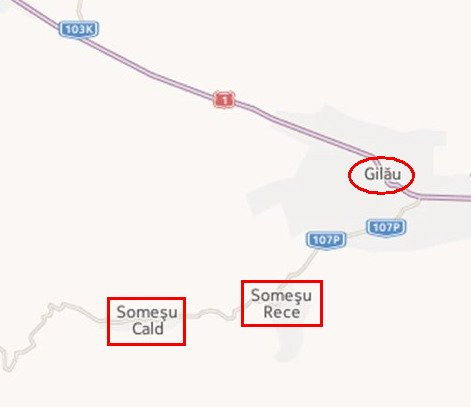
Comuna Gilău și satele componente
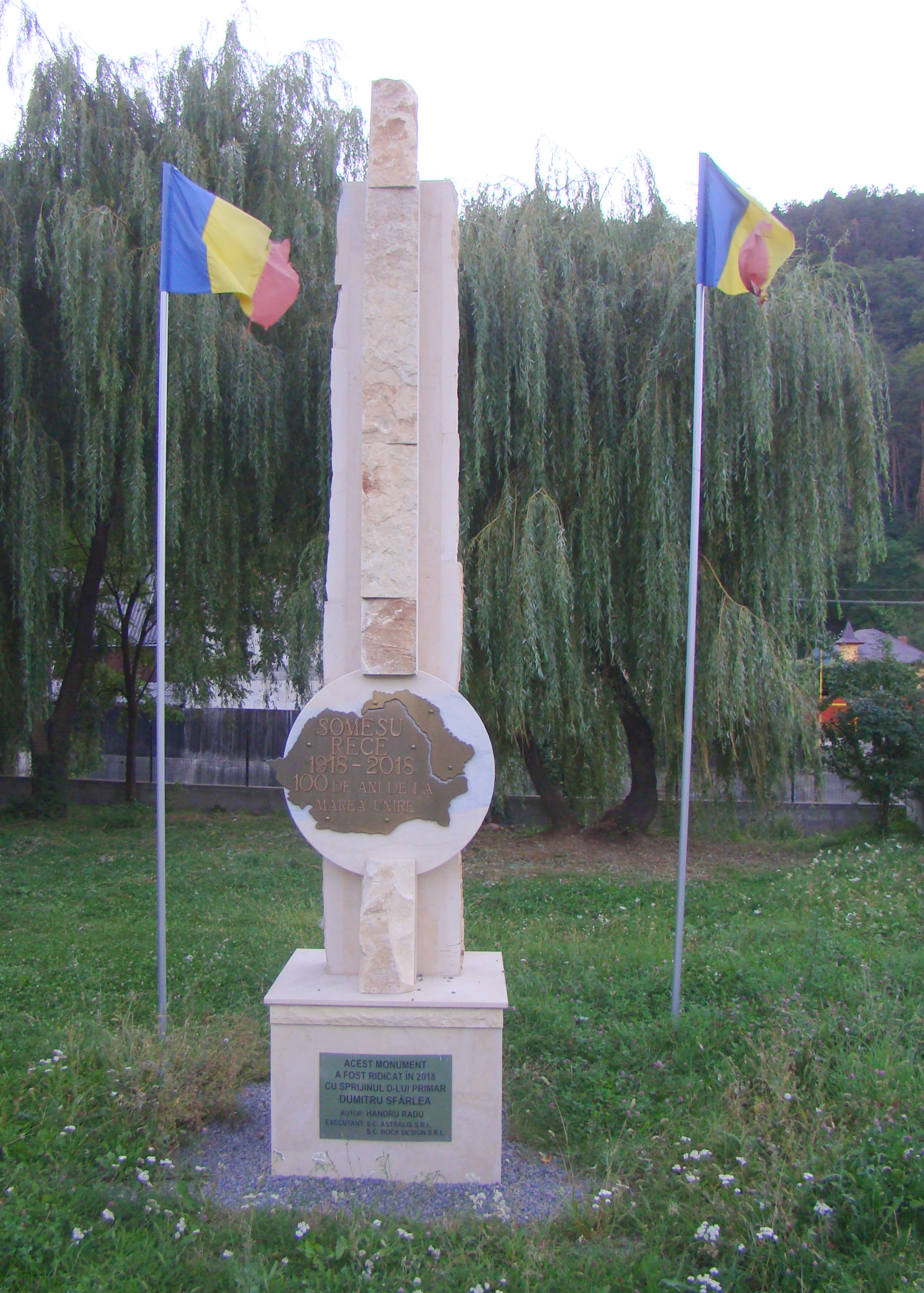
Monumentul din parcul localității
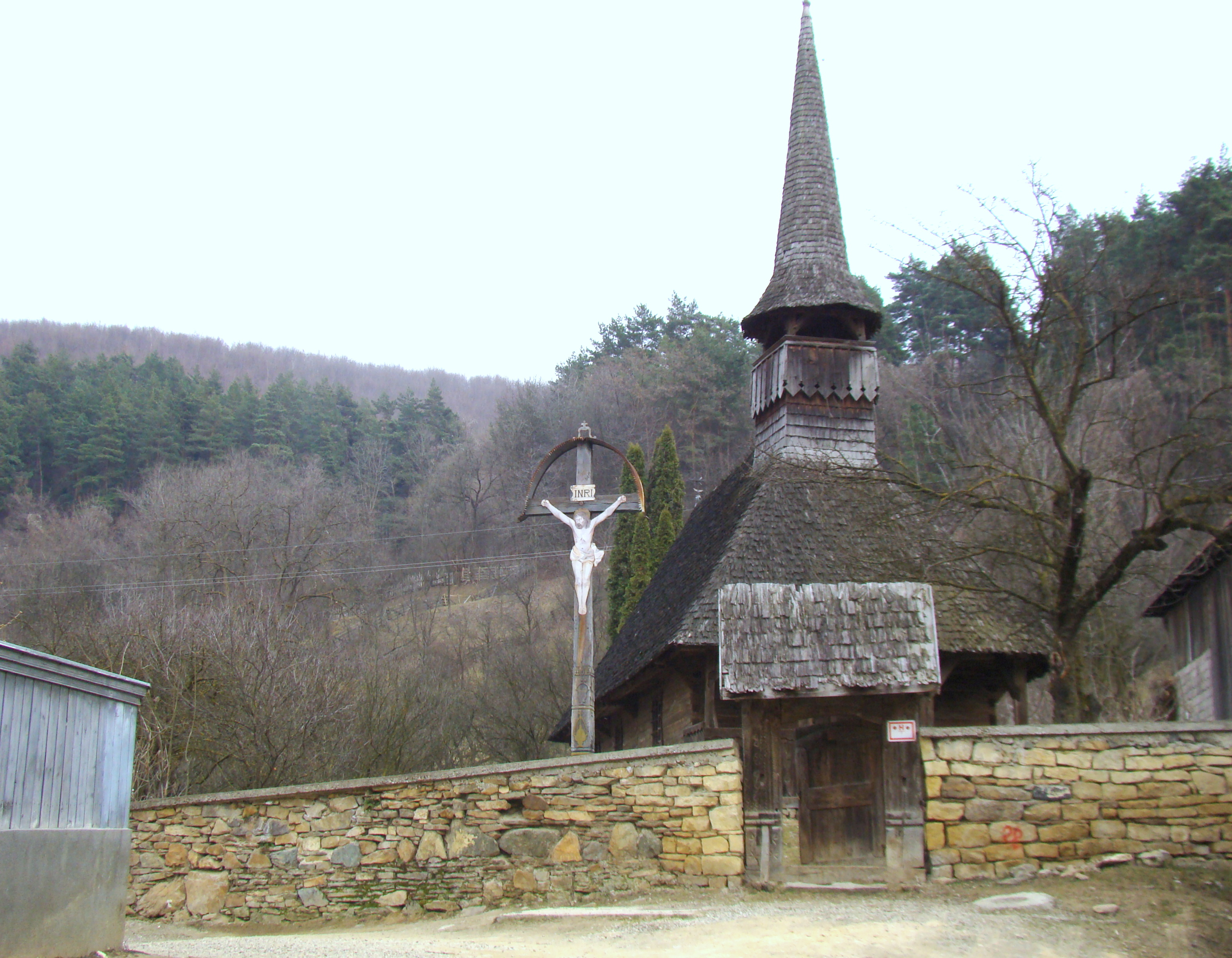
Biserica de lemn (monument istoric)
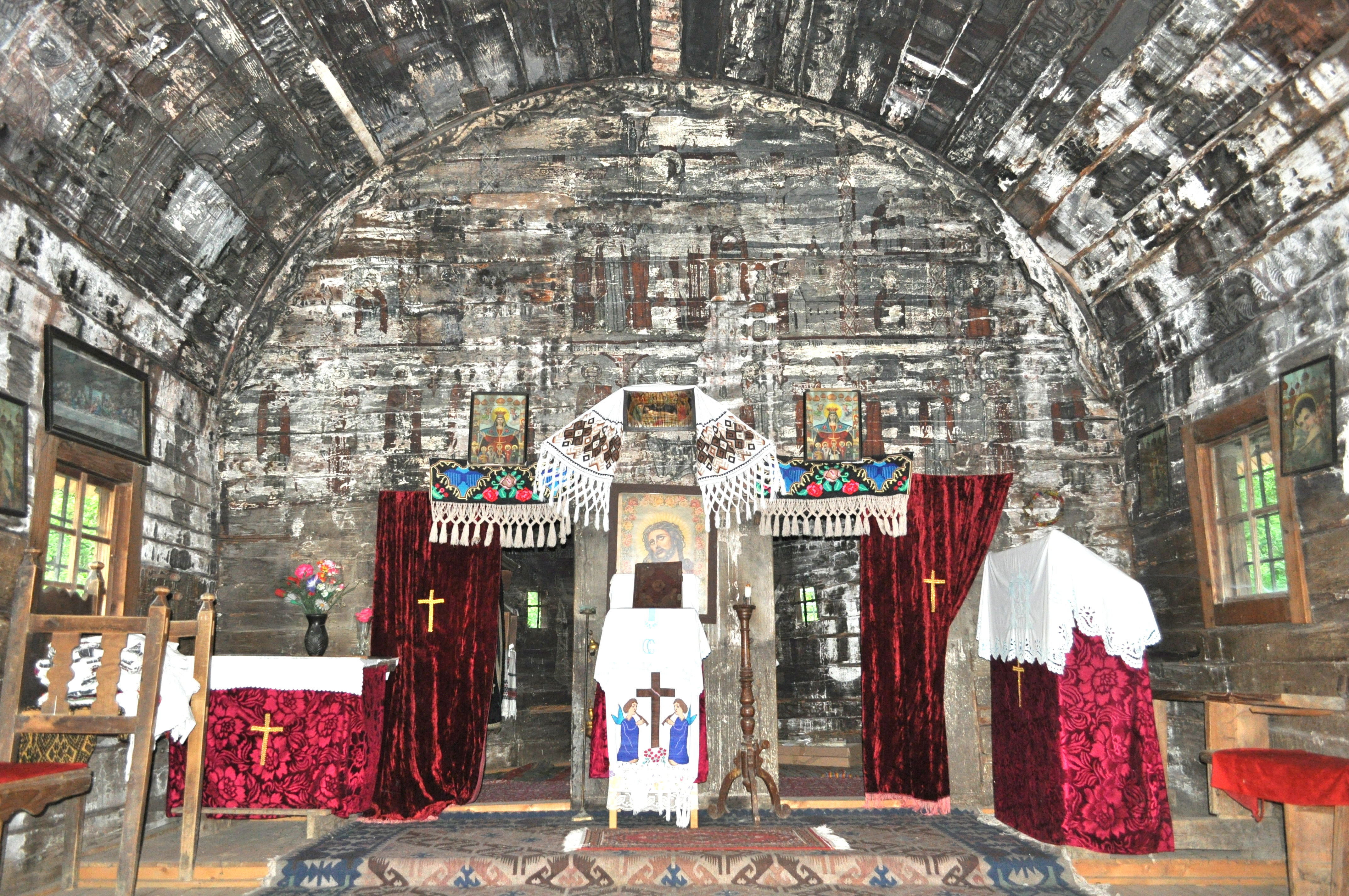
Biserica de lemn (monument istoric)
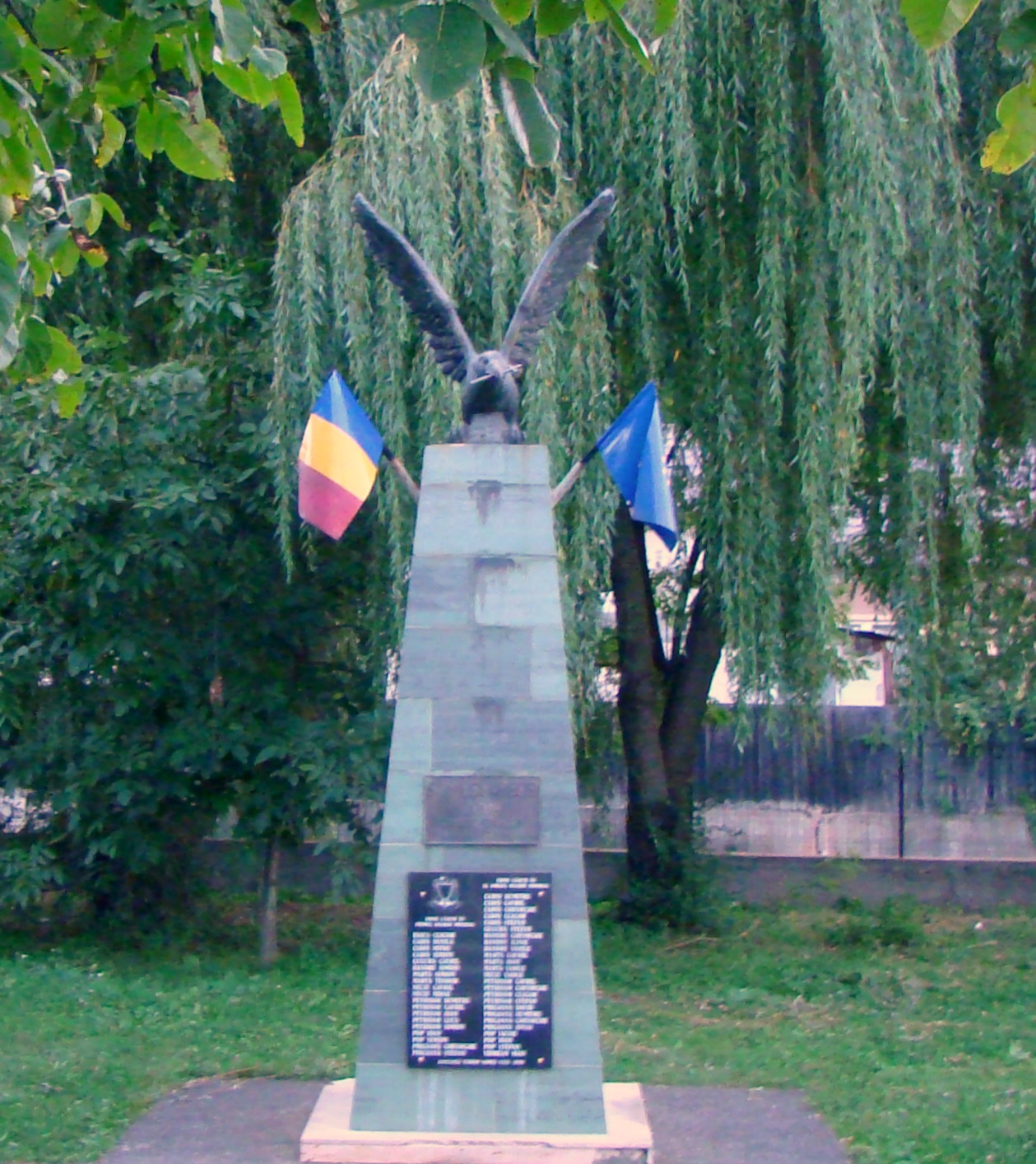
Monumentul eroilor
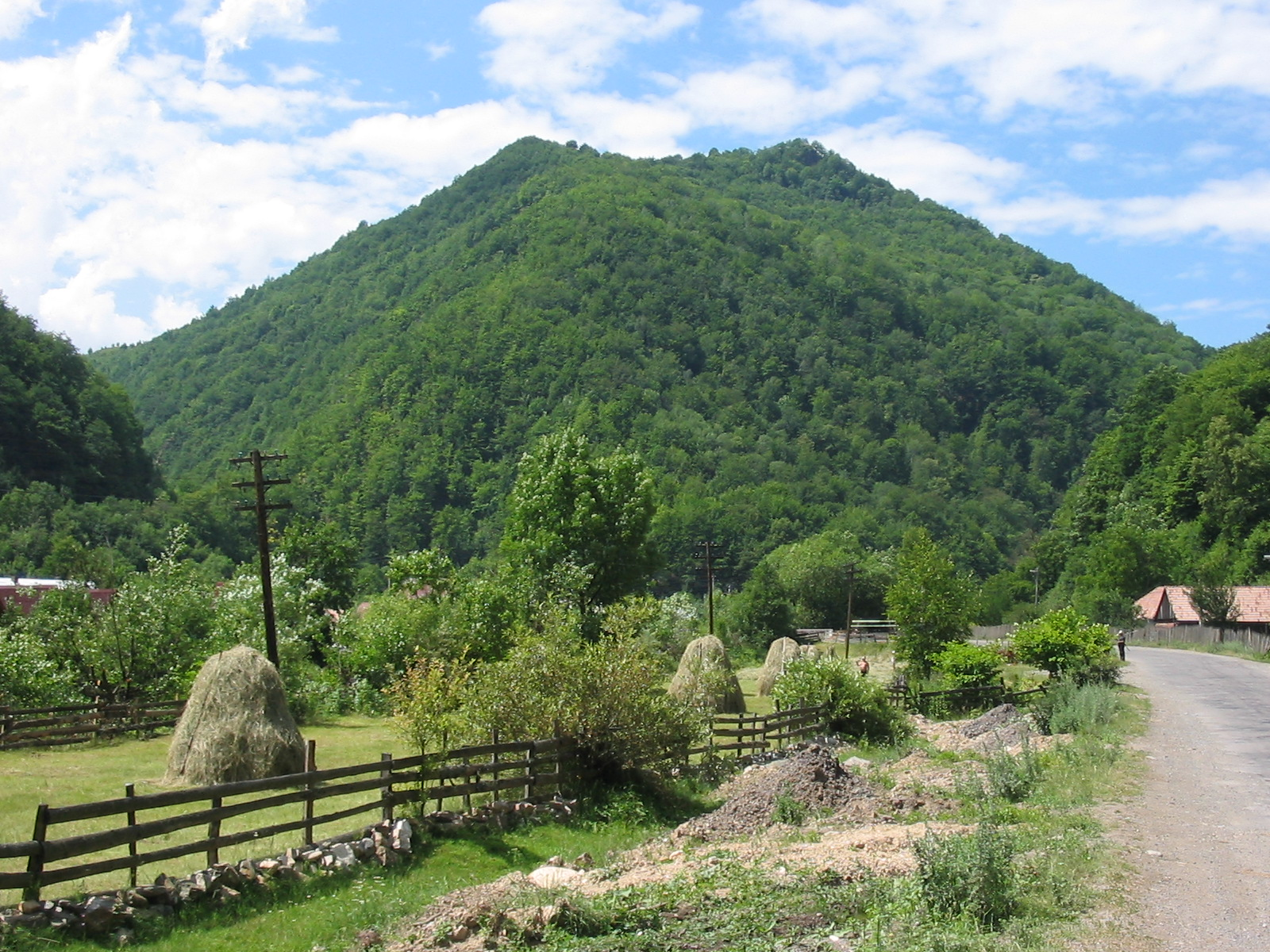